# Nosedo (Isola)
Nosedo (in sloveno Nožed) è un insediamento (naselje) nella municipalità di Isola nella regione statistica del Litorale-Carso in Slovenia.